# Louis III de Wurtemberg
Pour les articles homonymes, voir Louis III et Louis de Wurtemberg.
Louis III de Wurtemberg, second fils de Louis II de Wurtemberg, fut comte de Wurtemberg après son frère Henri Ier de Wurtemberg, de 1201 à 1228.
Il eut cinq enfants, dont :
- Eberhard de Wurtemberg, comte du Wurtemberg de 1228 à 1241

- Ulrich Ier de Wurtemberg, qui lui succéda et assura la continuité dynastique

- Adélaïde de Wurtemberg elle épousa en 1246 le comte Gottfried III von Sigmaringen

- Wilbirge du Wurtemberg (morte en 1252), elle épousa le comte palatin Guillaume de Tübingen

Louis III est l'ascendant agnatique (direct de mâle en mâle) de Charles de Wurtemberg, chef de la maison de Wurtemberg de 1975 à sa mort en 2022, et, évidemment de son petit-fils et successeur Wilhelm de Wurtemberg, né en 1994.